# Федино (Рязанская область)
Федино — деревня в Клепиковском районе Рязанской области России. Входит в состав Бусаевского сельского поселения.
Деревня окружена лесом, находится в 2 км от центра Бусаевского сельского поселения. Пострадала от лесных пожаров в 2010 году. На 2019 год насчитывает 4 дома, имеет инфраструктуру (электроснабжение) для развития и восстановления домов на участке. Имеет противопожарный копанный пруд.

## Население
| 1859 | 1906 | 2010 |
| ---- | ---- | ---- |
| 273  | ↗555 | ↘2   |